# Charles Gavard
Jacques-Dominique-Charles Gavard, né à Paris le 9 août 1794 et mort à Versailles le 14 juin 1871, est un polytechnicien, ingénieur, éditeur et lithographe français.

## Famille
Il épouse le 25 juin 1823 Thérèse Goetz (1804-1899), avec laquelle il aura trois enfants :
- Élise-Thérèse Gavard (1824-1900), élève de Frédéric Chopin[1], qui lui dédie sa Berceuse ;
- Charles René Gavard (1826-1893), sous-directeur au ministère des Affaires étrangères ;
- Georges Gavard (1838-1912), capitaine d'état-major.

## Travaux

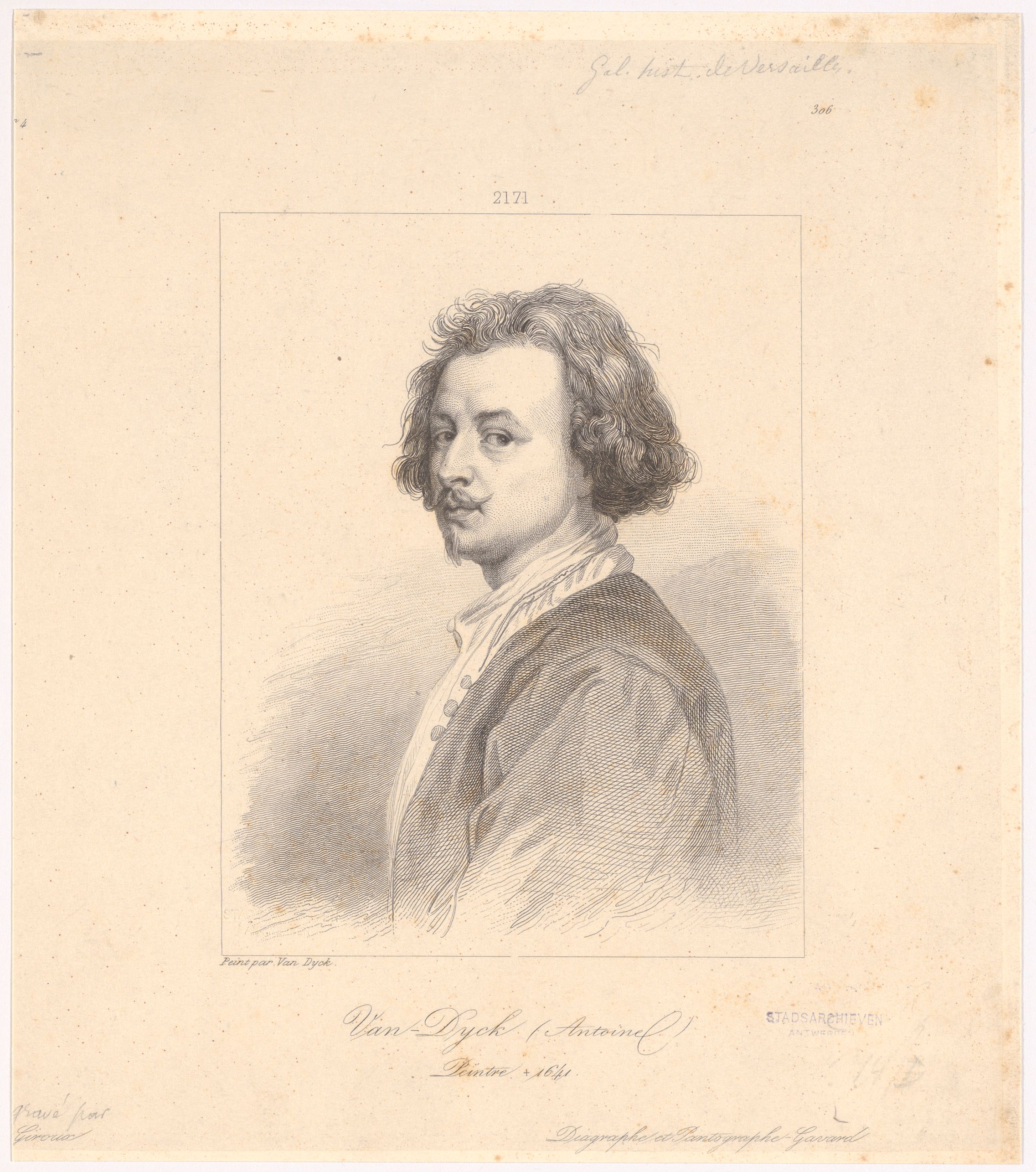
Van Dyck (Antoine), Peintre, 1641, Felixarchief.

Il est l'inventeur du diagraphe, appareil permettant de reproduire des peintures. Il a été en cela l'éditeur des graveurs Augustin Burdet et Ephraïm Conquy.

## Distinction
Il est fait chevalier de la Légion d'honneur le 18 septembre 1833.

## Livres
- Galeries Historiques du Palais de Versailles, t. 1-9, Paris, Imprimerie Royale, 1839-1848 (lire en ligne), avec des illustraions de Henri-Charles Loeillot.